# Paramphiascella sirbonica
Paramphiascella sirbonica är en kräftdjursart som först beskrevs av Por.  Paramphiascella sirbonica ingår i släktet Paramphiascella och familjen Diosaccidae. Inga underarter finns listade i Catalogue of Life.